# بلانش بارتون
بلانش بارتون (بالإنجليزية: Blanche Barton)‏ هي قائدة دينية أمريكية، ولدت في 1 أكتوبر 1961 في سان دييغو في الولايات المتحدة.

## وصلات خارجية
- بلانش بارتون على موقع IMDb (الإنجليزية)
- بلانش بارتون على موقع الموسوعة البريطانية (الإنجليزية)